# Qaixqais
Qaixqai (també es pot trobar transcrit com a Qashqai, Kashkay, Kashkai, Ghashghai, Qashqa'i, en persa قشقائی) són un poble turcman de l'Iran que parlen una llengua turca i viuen principalment al Fars i Khuzestan. Originalment un poble nòmada ramader, pasturaven cada any des del nord de Shiraz cap al sud a la vora del Golf Pèrsic; actualment quasi tots són sedentaris. Entre les subtribus els Amalaeh, Darreh-Shuri, Kashkuli, Shesh Baluki, Farsimadan, Qaracheh, Rahimi i Safi -Khani. El nom derivaria de la paraula kaixka, el senyal amb què es marca un cavall. Segons ells mateixos avui dia són 400.000 però segurament la xifra real és inferior.

## Bandera
La seva bandera ètnica està formada per quatre rectangles concèntrics, al centre vermell, després groc, després verd i finalment blau; al rectangle vermell la tamga dels aq qoyunlu en blanc.

## Història
La comunitat qaixqai va aparèixer al segle xviii segurament en unir-se diverses tribus turcmanes del Fars sota la direcció de la tribu Shahilu dels khaladj durant la invasió afganesa. La seva llengua és un dialecte del oghuz. El seu nombre al començament del segle xix s'estimava en màxim 15000 persones i a mitjan segle uns 35.000. A la meitat del segle XX s'estimaven en uns 100.000.
A la I Guerra Mundial van caure sota influència del cònsol alemany Wilhelm Wassmuss i es van declarar pels imperis centrals. A la II Guerra Mundial van organitzar la resistència contra l'ocupació britànica i van rebre ajudes dels alemanys esdevenint la principal força política del sud de l'Iran. El 1945–1946 diverses confederacions tribals es van revoltar i van lluitar contra els russos fins que aquests van evacuar el país. El 1962-1964 es van revoltar per les reformes de la terra durant la revolució blanca. La revolta fou aplanada i els qashqays van esdevenir sedentaris. La major part dels caps van fugir a l'exili. després de la revolució islàmica de 1979 el cap qashqay a l'exili Khosrow Khan Qashqai va tornar a l'Iran des d'Alemanya però aviat fou arrestat i executat en públic per promoure una revolta contra el govern.

## Estores
Els qashqays són els majors productors de les famoses estores de Siraz.